# Фінал кубка Німеччини з футболу 1936
Фінал Кубка Німеччини з футболу 1936 — фінальний матч розіграшу кубка Німеччини сезону 1936 відбувся 3 січня 1937 року. У поєдинку зустрілися «Лейпцигер ШК Посейдон» з однойменного міста та гельзенкірхенське «Шальке 04». Перемогу з рахунком 2:1 здобув «Лейпцигер ШК Посейдон».
| Володар Кубка Німеччини 1936         |
| ------------------------------------ |
|                                      |
| «Лейпцигер ШК Посейдон» Перший титул |

## Учасники
| Клуб                    | Участей | Роки (жирним виділено перемоги) |
| ----------------------- | ------- | ------------------------------- |
| «Лейпцигер ШК Посейдон» | дебют   | дебют                           |
| «Шальке 04»             | 1       | 1935                            |

## Шлях до фіналу
| Раунд                                                   | Противник                       | Рахунок                           |
| ------------------------------------------------------- | ------------------------------- | --------------------------------- |
| Перший раунд                                            | «СВ Єна» (Д)                    | 5–0                               |
| 1/16                                                    | «Форвортс-Разеншпорт» (Глайвіц) | 2–2 дч (Г) 3–0 (Д) (перегравання) |
| 1/8                                                     | «Берлінер-1892» (Д)             | 2–0                               |
| 1/4                                                     | «Пайне» (Г)                     | 4–2                               |
| 1/2                                                     | «Ворматія» (Вормс) (Д)          | 5–1                               |
| (Д) = Вдома; (Г) = У гостях; (Н) = На нейтральному полі |                                 |                                   |

| Раунд                                                   | Противник            | Рахунок                           |
| ------------------------------------------------------- | -------------------- | --------------------------------- |
| Перший раунд                                            | «Рурорт» (Г)         | 5–2                               |
| 1/16                                                    | «Релінгаузен» (Д)    | 2–0                               |
| 1/8                                                     | «Штутгарт»           | 0–0 дч (Г) 6–0 (Д) (перегравання) |
| 1/4                                                     | «Вердер-1899» (Г)    | 5–2 дч                            |
| 1/2                                                     | «Швайнфурт-1905» (Д) | 3–2                               |
| (Д) = Вдома; (Г) = У гостях; (Н) = На нейтральному полі |                      |                                   |

## Матч

### Деталі
| 3 січня 1937 |

| Лейпцигер ШК Посейдон | 2:1      | Шальке 04       |
| --------------------- | -------- | --------------- |
| Май 21' Габріель 32'  | Протокол | Кальвіцький 42' |

| Олімпіаштадіон, Берлін Глядачів: 70 000 Арбітр: Егон Захер |

|  |  |

| В                |  | Бруно Веллнер    |
| З                |  | Рудольф Гросе    |
| З                |  | Еріх Доберманн   |
| ПЗ               |  | Вальтер Яніг     |
| ПЗ               |  | Еріх Тіле        |
| ПЗ               |  | Герхард Ріхтер   |
| Н                |  | Герберт Габріель |
| Н                |  | Георг Райхманн   |
| Н                |  | Якоб Май         |
| Н                |  | Мартін Шен       |
| Н                |  | Ганс Брайденбах  |
| Головний тренер: |  |                  |
| Гайнріх Пфафф    |  |                  |

| В                |  | Германн Меллаге    |
| З                |  | Отто Швайсфурт     |
| З                |  | Ганс Борнеманн     |
| ПЗ               |  | Отто Тібульський   |
| ПЗ               |  | Германн Натткемпер |
| ПЗ               |  | Рудольф Геллеш     |
| Н                |  | Ернст Зонтов       |
| Н                |  | Ернст Куцорра (к)  |
| Н                |  | Ернст Портген      |
| Н                |  | Фріц Шепан         |
| Н                |  | Ернст Кальвіцький  |
| Головний тренер: |  |                    |
| Ганс Шмідт       |  |                    |